# Torneo de Honolulu 2016
El Hawaii Open 2016 es un torneo de tenis profesional jugado en interiores canchas duras. Se trata de la primera edición del torneo que forma parte de la serie WTA 125s 2016, con un total de 125.000 dólares en premios. Se llevará a cabo en Honolulu , Estados Unidos, el 21 hasta 27 de noviembre de 2016.

## Cabeza de serie

### Individual femenino
| Tenista             | Ranking | Preclasificada |
| Shuai Zhang         | 23      | 1              |
| Nicole Gibbs        | 76      | 2              |
| Maria Sakkari       | 89      | 2              |
| Catherine Bellis    | 90      | 4              |
| Sabine Lisicki      | 91      | 5              |
| Evgeniya Rodina     | 104     | 6              |
| Sara Sorribes Tormo | 106     | 7              |
| Samantha Crawford   | 111     | 8              |

- Ranking del 14 de noviembre de 2016

### Dobles femenino
| Tenista                              | Ranking | Preclasificada |
| Eri Hozumi Miyu Kato                 | 111     | 1              |
| Verónica Cepede Royg Nicole Melichar | 183     | 2              |
| Nicole Gibbs Asia Muhammad           | 188     | 3              |
| Hiroko Kuwata Jamie Loeb             | 275     | 4              |

## Campeonas

### Individual Femenino
Catherine Bellis venció a  Shuai Zhang por 6-4, 6-2

### Dobles Femenino
Eri Hozumi /  Miyu Kato vencieron a  Nicole Gibbs /  Asia Muhammad por 6-7(3), 6-3, [10-8]